# Alexandru G. Golescu
Alexandru G. Golescu (n. 1819, București, Țara Românească – d. 15 august 1881, Rusănești, Olt, România) a fost un om politic liberal/conservator român din secolul al XIX-lea, membru fondator al Partidului Național Liberal din România, la 24 mai 1875, care a servit ca cel de-al unsprezecelea prim-ministru al României în anul 1870 (între 2 februarie și 20 aprilie).
A fost cunoscut și ca Arăpilă sau Negru, numele său fiind scris uneori Alexandru Golescu-Negru, pentru a-l deosebi de vărul său Alexandru C. Golescu, zis Albu.

## Biografie

### Anii timpurii, educație
După terminarea studiilor gimnaziale la Colegiul Sfântul Sava din București, a urmat cursurile Școlii Centrale de Artă și Manufacturi din Paris, pe care a absolvit-o ca inginer. În 11 august 1839 a înființat la Paris, alături de Dumitru Brătianu și Ion Ghica, Societatea pentru Învățătura Poporului Român, gândită să ridice prin cultură poporul român. În finalul procesului verbal de constituire a Societății s-a precizat că vor fi trimise în țară, pentru informarea opiniei publice, ziare și broșuri editate periodic la  Paris. S-a întors pentru prima dată în 1840 în țară, pentru a se angaja în funcții birocratice, pentru a merge în 1844 din nou în Paris, ca să studieze istoria și economia. În toamna lui 1843, a fondat împreună cu Ghica, Bălcescu , Cezar Bolliac, Dimitrie Bolintineanu, Christian Tell  etc. societatea secretă Frăția.

### Participarea la Revoluția Română din 1848
În luna aprilie 1848 a fost implicat alături de frații Golești la pregătirea Revoluției din 1848. A luat parte la mișcarea revoluționară de la 1848 din Țara Românească și a fost trimis de guvernul provizoriu ca agent confidențial la Constantinopol, apoi ca agent diplomatic la Paris, din 1 august 1848, fiind însărcinat să ceară atât susținerea diplomatică a guvernelor europene, cât și ajutoare militare (armament și ofițeri francezi). Misiunea lui Al. G. Golescu-Negru la Paris a fost un eșec, cererea de armament fiind refuzată sub pretextul că Turcia nu va fi de acord. După o ședere la Abrud în casa lui Ioan Șuluțiu, a rămas în exil la Paris, întorcându-se în Țara Românească în noiembrie 1856. După datele oferite de Anastasie Iordache (op. cit. p. 295), Alexandru G. Golescu-Negru a primit aprobarea repatrierii în țară, „din înalt ordin” la 19 noiembrie/1 decembrie 1856. În perioada șederii în exil la Paris, Al. G. Golescu-Negru a elaborat și publicat lucrarea sa De l'abolition du servage dans les Principautés danubiennes în care a susținut necesitatea emancipării și împroprietăririi țăranilor. El propunea împroprietărirea țăranilor prin expropriere și despăgubire, foarte convenabilă pentru marii proprietari.

### Funcții publice
În 1857 a fost ales deputat la județul Muscel în Adunarea ad-hoc, din partea micilor proprietari, o dată cu Ștefan Golescu, deputat din partea marilor proprietari. În timpul lucrărilor Adunării ad-hoc dintre 30 septembrie - 10 decembrie 1857, a avut o atitudine moderată, delimitându-se atât de ultra conservatori, cât și  de liberalii radicali. Deputat de Bacău sub domnia lui Alexandru Ioan Cuza în adunarea legislativă a Moldovei și președinte al acesteia, a devenit ministru al Cultelor și Instrucțiunii publice în guvernul lui Ion Ghica, între 11 octombrie 1859 și 28 mai 1860.
Sub Carol I a fost ministru de Finanțe din 17 noiembrie 1868 până în ianuarie 1870, în guvernul Dimitrie Ghica și apoi președinte al consiliului de miniștri din 2 februarie 1870 până în 20 aprilie 1870, cât și ministru de Interne și ad-interim la Afaceri Străine. În timpul guvernării sale, s-a inaugurat Monetăria Statului și s-a adoptat Legea din 31 martie 1870 referitoare la poliție și la exploatarea căilor ferate. După prezentarea demisiei guvernului, în urma eșecului votării unei legi, domnitorul Carol l-a însărcinat tot pe el cu formarea cabinetului, însă din cauza dificultăților politicianul a cedat, fiind urmat ca prim-ministru de Manolache Costache Epureanu.

## Opere
- Die politische Stellung der Roumänen, Viena, 1848
- De l'abolition du servage dans les Principautés Danubiennes, Paris, 1856